# Верняки
Верняки — село в Україні, у Збаразькій міській громаді Тернопільського району Тернопільської області. До 2020 входило до Старозбаразької сільської ради. Утворене 11 червня 2008 року з частини села Старий Збараж

## Історія
Перша писемна згадка припадає на 9 липня 1463 року. В цей день у Луцьку три брати – Василь, Семен і Солтан Васильовичі, «отчині і дідичі Збаразькі» (сини князя Василя Федоровича Несвізького) офіційно поділили батьківські маєтки. У цьому документі перераховано переважно більшість сіл Збаражчини (і не тільки), що відійшли князям. 
Зокрема, Василю Васильовичу – містечко Збараж і села Опрілівці, Лозова, Охрімівці, Чернихівці, Верняки(Вєрняковци), Залужжя,  Тарасівка, Розношинці, Мусорівці, дві Стриївки та інші.
Процитований документ зберігається в архіві князів Любартовичів Сангушків у Славуті (Archiwum książąt Lubartowiczow Sanguszkow w Sławucie. T.1 1366-1506. S.53). 
Назва походить, імовірно, від слова “вірняки” (дружинники князів). 
Від початку 19 ст. згадане як присілок Чернихівців. 
В УГА воював Й. Семиног. 
До 1939 діяли філії «Просвіта» та інших товариств, театральний гурток, кооператива.
За участь у так званому Збаразькому повстанні 17–18 грудня 1939 р. заарештовано 7 осіб. 
У 1939 р. працювала початкова школа.
12 червня 2020 року, відповідно до Розпорядження Кабінету Міністрів України від  № 724-р «Про визначення адміністративних центрів та затвердження територій територіальних громад Тернопільської області», село увійшло до складу Збаразької міської громади.
19 липня 2020 року, в результаті адміністративно-територіальної реформи та ліквідації Збаразького району, село увійшло до складу новоутвореного Тернопільського району.

## Пам'ятники
Скульптура святого Миколая
Встановлена 1858 р.

## Відомі люди
- Вітенько Ігор Володимирович (28.03.1938–21.09.1974) — кібернетик, логік.
- Яцуник Віктор Васильович (1978—2022) — солдат Збройних сил України, учасник російсько-української війни. Почесний громадянин міста Тернополя (2022, посмертно).

## Галерея

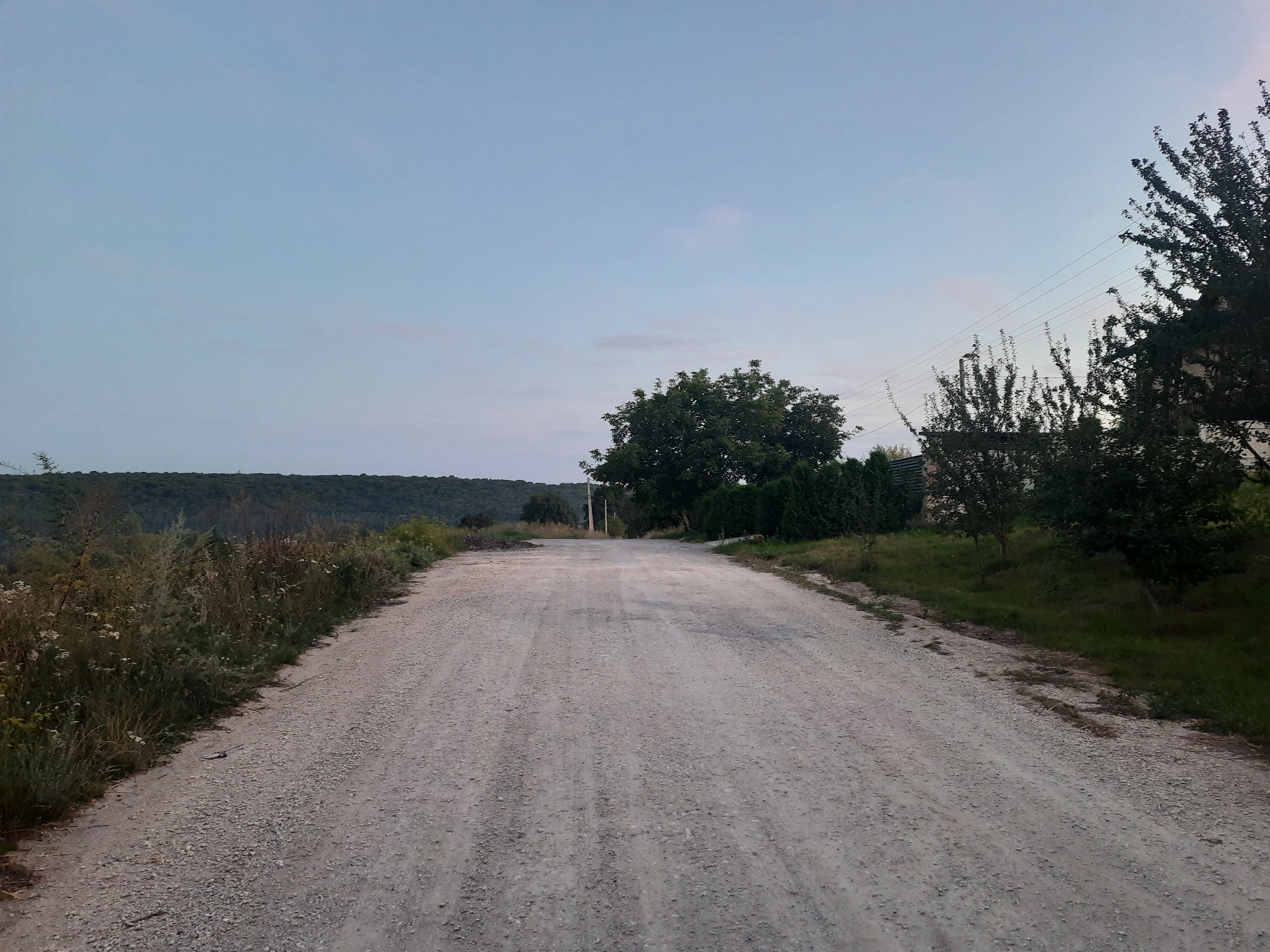
Дорога в село
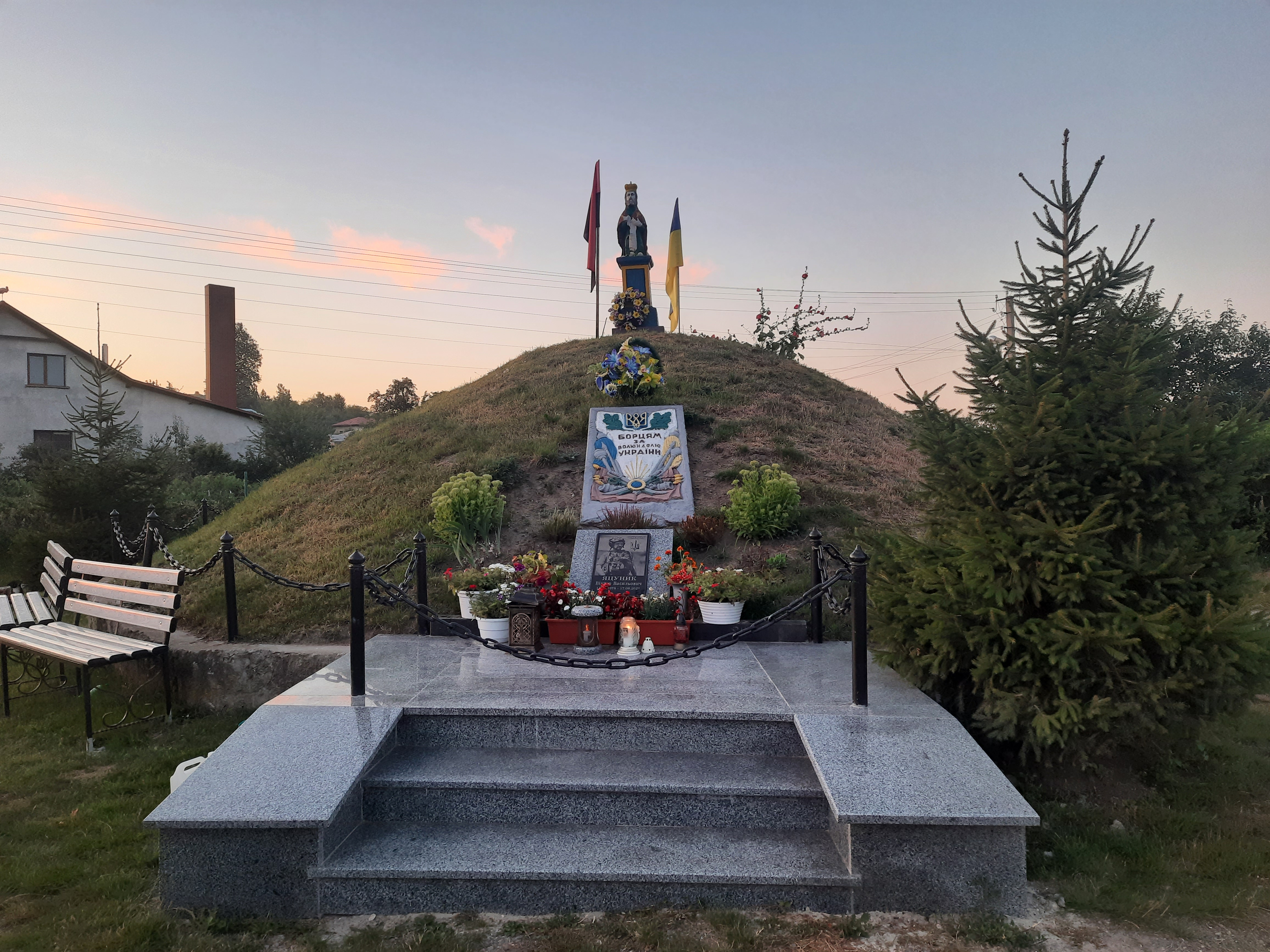
Символічна могила Борцям за волю України
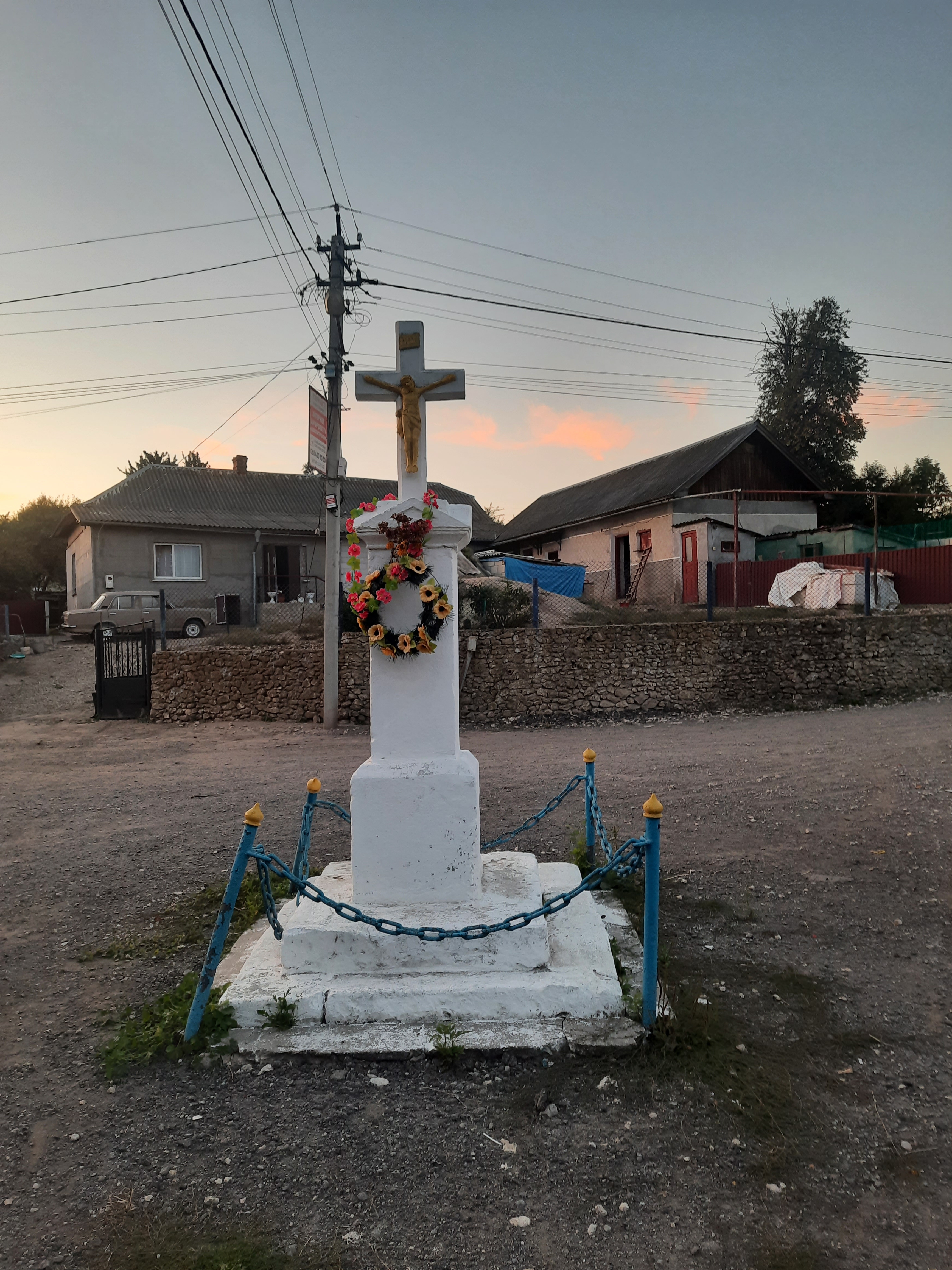
Пам'ятний хрест
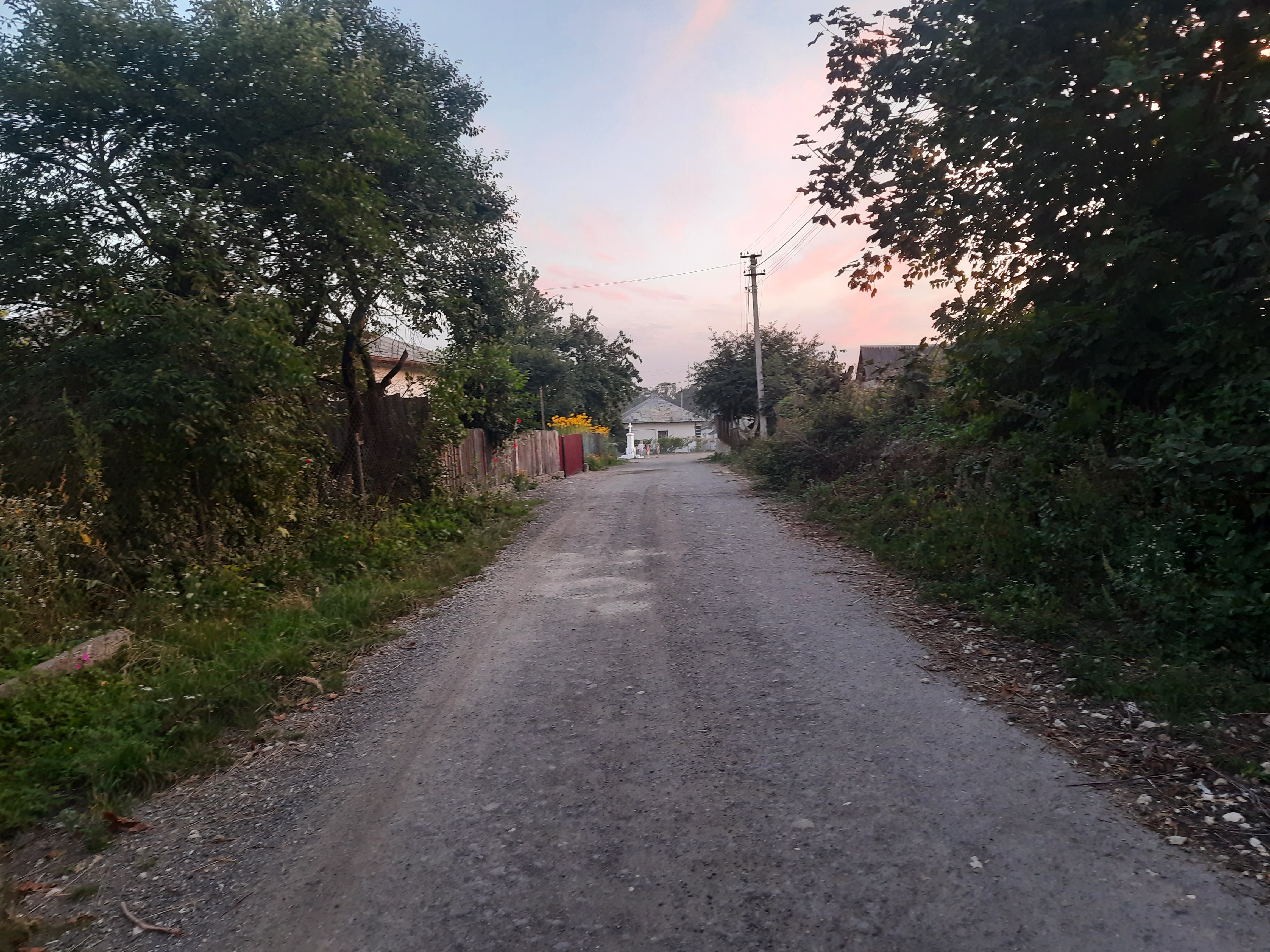
Сільська вулиця
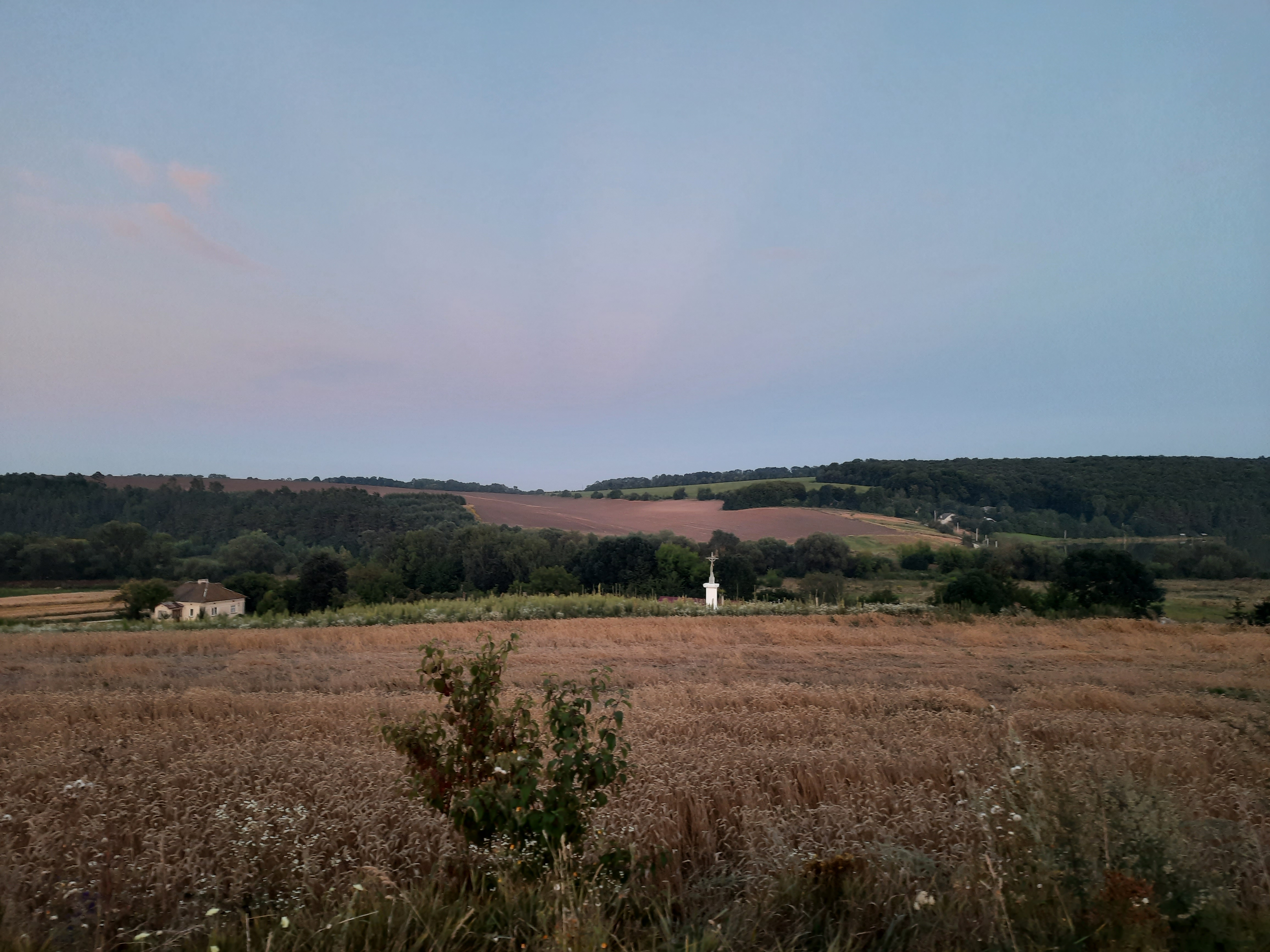
Краєвид біля села